# Trinomys
A Trinomys az emlősök (Mammalia) osztályának a rágcsálók (Rodentia) rendjébe, ezen belül a tüskéspatkányfélék (Echimyidae) családjába tartozó nem.

## Rendszerezés
A nembe az alábbi 11 faj tartozik:
- Trinomys albispinus I. Geoffroy, 1838 - típusfaj
- Trinomys dimidiatus Günther, 1877
- Trinomys eliasi Pessôa & Reis, 1993
- Trinomys gratiosus Moojen, 1948
- Trinomys iheringi Thomas, 1911
- Trinomys mirapitanga Lara, Patton, & Hingst-Zaher, 2002
- Trinomys moojeni Pessôa, Oliveira, & Reis, 1992
- Trinomys myosuros Lichtenstein, 1820
- Trinomys paratus Moojen, 1948
- Trinomys setosus Desmarest, 1817
- Trinomys yonenagae Rocha, 1995